# سول‌میت (فیلم آینده)
سول‌میت (سبک‌دهی‌شده به‌صورت SOULM8TE) یک فیلم اروتیک دلهره‌آور علمی تخیلی آمریکایی به نویسندگی و کارگردانی کیت دولان، برگرفته از داستانی از جیمز وان، اینگرید بیسو و رافائل جردن است. این فیلم به عنوان یک اسپین‌آف از مگان (۲۰۲۲) عمل می‌کند. لیلی سالیوان، دیوید ریسدال و کلودیا دومیت بازیگران آن هستند. جیسون بلام و جیمز وان به‌عنوان تهیه‌کننده در زیر پرچم‌های بلوم‌هاوس پروداکشنز و اتومیک مانستر فعالیت می‌کنند.
سول‌میت قرار است در تاریخ ۲ ژانویه ۲۰۲۶ در ایالات متحده منتشر شود.

## بازیگران
- لیلی سالیوان
- دیوید ریسدال
- کلودیا دومیت

## تولید
در ژوئن ۲۰۲۴، اعلام شد که اسپین‌آفی از مگان (۲۰۲۲) در حال توسعه است. کیت دولان بر اساس فیلمنامه‌ای که خودش نوشته بود، با داستانی از جیمز وان و اینگرید بیسو، برای کارگردانی قرارداد امضا کرد. در ماه اوت، لیلی سالیوان، دیوید ریسدال و کلودیا دومیت به بازیگران پیوستند. تصویربرداری اصلی تا نوامبر ۲۰۲۴ به پایان رسید.

## انتشار
SOULM8TE قرار است در تاریخ ۲ ژانویه ۲۰۲۶ در ایالات متحده منتشر شود.